# Chironax melanocephalus
Chironax melanocephalus är en däggdjursart som först beskrevs av Coenraad Jacob Temminck 1825.  Chironax melanocephalus är ensam i släktet Chironax som ingår i familjen flyghundar.
Inga underarter finns listade i Catalogue of Life. Wilson & Reeder (2005) skiljer mellan två underarter.
Denna flyghund når en kroppslängd (huvud och bål) av 6,5 till 7 cm och svansen finns bara rudimentärt. Underarmarnas längd som bestämmer djurets vingspann är 4 till 5 cm. Vikten varierar mellan 12 och 17 gram. Arten har gråbrun till rödbrun päls på ryggen och en vitaktig framsida. Som kontrast är huvudet svart. På vingarna finns inga fläckar.
Chironax melanocephalus förekommer med flera från varandra skilda populationer i Sydostasien. Utbredningsområdet sträcker sig från södra Malackahalvön över Sumatra och Borneo till Java och Sulawesi. Habitatet utgörs av skogar i låglandet och i medelhöga bergstrakter.
Individerna vilar i grottor eller i blad av ormbunkar som växer på träd. Vid viloplatsen bildas en liten flock med två till åtta medlemmar. Födan utgörs av frukter som fikon. Dräktiga honor med ett embryo påträffades bara mellan januari och april.
Regionala populationer hotas av skogsröjningar och andra landskapsförändringar. Hela beståndet minskar lite. IUCN kategoriserar arten globalt som livskraftig.